# Edmund Veckenstedt
Edmund Veckenstedt (* 7. Januar 1840 in Vehlitz; †  7. Februar 1903) war ein deutscher Pädagoge, Historiker, Ethnologe und Autor.

## Leben
Veckenstedt war als Pädagoge in Cottbus und von 1879 bis 1882 als Professor für alte Sprachen und Literatur am Nikolai-Gymnasium zu Libau tätig. Als Autor publizierte er mehrere Werke. Einige seiner Werke veröffentlichte er unter dem Pseudonym Heinrich Veltheim. Im Jahr 1883 verließ er den Schuldienst, widmete sich in Leipzig volkskundlich-ethnologischen Publikationstätigkeit. Ab 1884 war er Chefredakteur des Journals Von nah und fern und 1889 gründete er die Zeitschrift für Volkskunde.

## Werke (Auswahl)
- Regia potestas quae fuerit apud Homerum, Diss. Halle 1867
- Der Apollo von Belvedere, Cottbus 1870
- Die wendischen Volkssagen der Niederlausitz, in: Verhandlungen der Berliner Gesellschaft für Anthropologie, Ethnologie und Urgeschichte 1877, S. 93–111.* Der Wendenkönig und die Boža-łosć, in: ibid. 1878, S. 162–182.* Wendische Sagen, Märchen und abergläubische Gebräuche, Graz 1880
- Die Geschichte der Gil-Blas-Frage, Berlin 1880.
- Ganymedes, Libau 1882.
- Die Mythen, Sagen und Legenden der Žamaiten (Litauer), 2 Bde., Heidelberg 1883.
- Fünfundzwanzig Jahre zur See. Tagebuch des Capitän (Waterschout) J. F. Inge zu Libau, Leipzig 1885.
- Pumphut, ein Kulturdämon der Deutschen, Wenden, Litauer und Žamaiten, Leipzig 1885.
- Sztukoris, der Till Eulenspiegel der Litauer und Žamaiten, und Schut Fomka, sein russisches Ebenbild, Leipzig 1885.
- Geschichte der griechischen Farbenlehre, Paderborn 1888 (ND Hildesheim 1973). (Hg.),
- Zeitschrift für Volkskunde, Vol. 1–4, Leipzig 1888–1892.
- La musique et la danse dans les traditions des Lithuaniens, des Allemands et des Grecs, Paris 1889.
- Das Paradies und die Bäume des Paradieses, sowie ihre angeblichen Ebenbilder bei den Chaldäern, Persern, Indern, Griechen, Nordgermanen und Norddeutschen nach Religion, Mythologie, Meteorologie, Naturwissenschaft und Volksanschauung, Halle 1896.